# 克雷姆斯公教学校司铎修会教堂
公教学校司铎修会教堂（Piaristenkirche）是一座罗马天主教教堂，位于多瑙河畔克雷姆斯，又名弗劳恩贝格教堂（Kremser Frauenbergkirche），是该市最古老的教堂。该堂供奉的圣斯德望，是天主教帕绍教区的主保圣人。

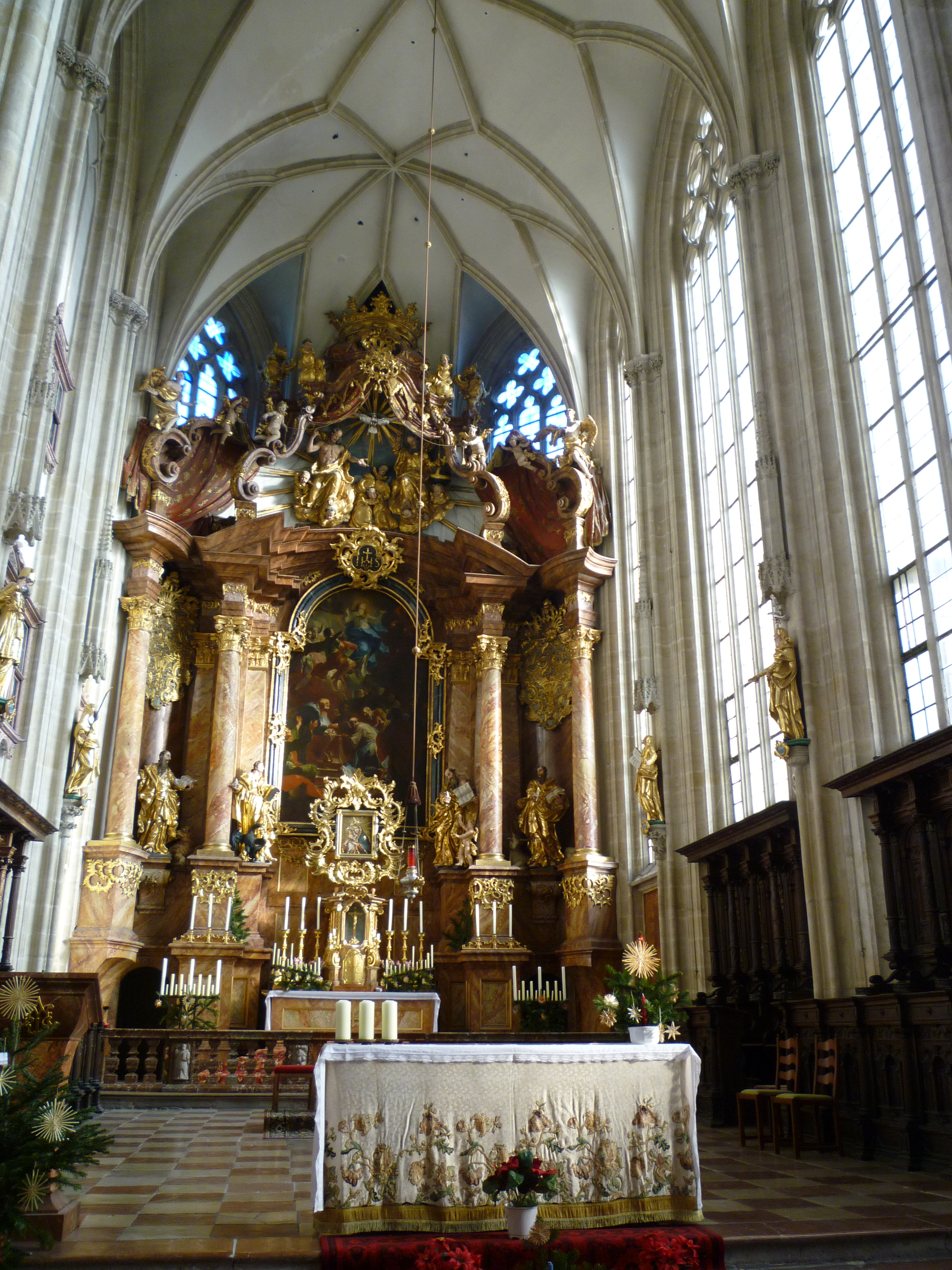
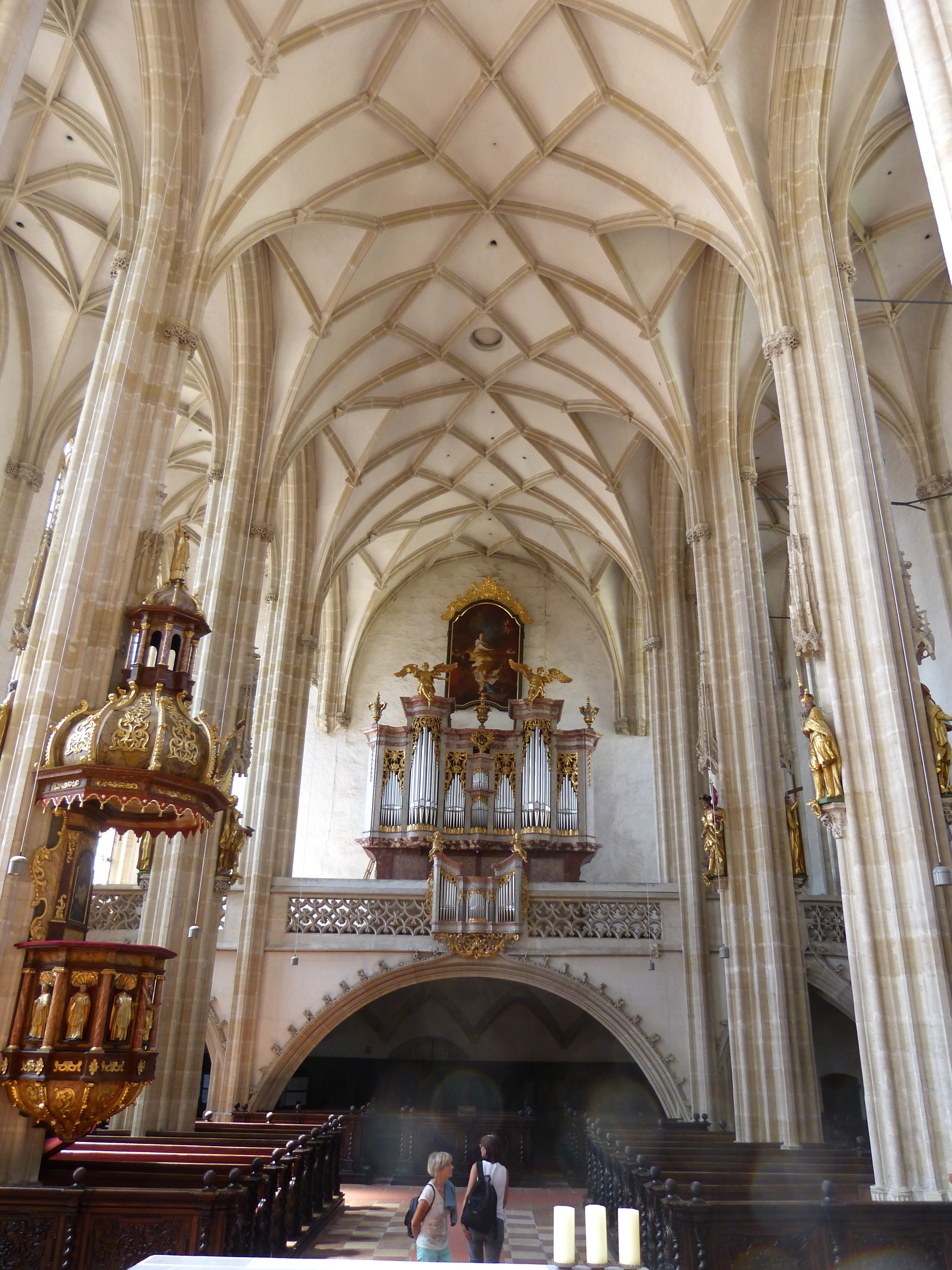
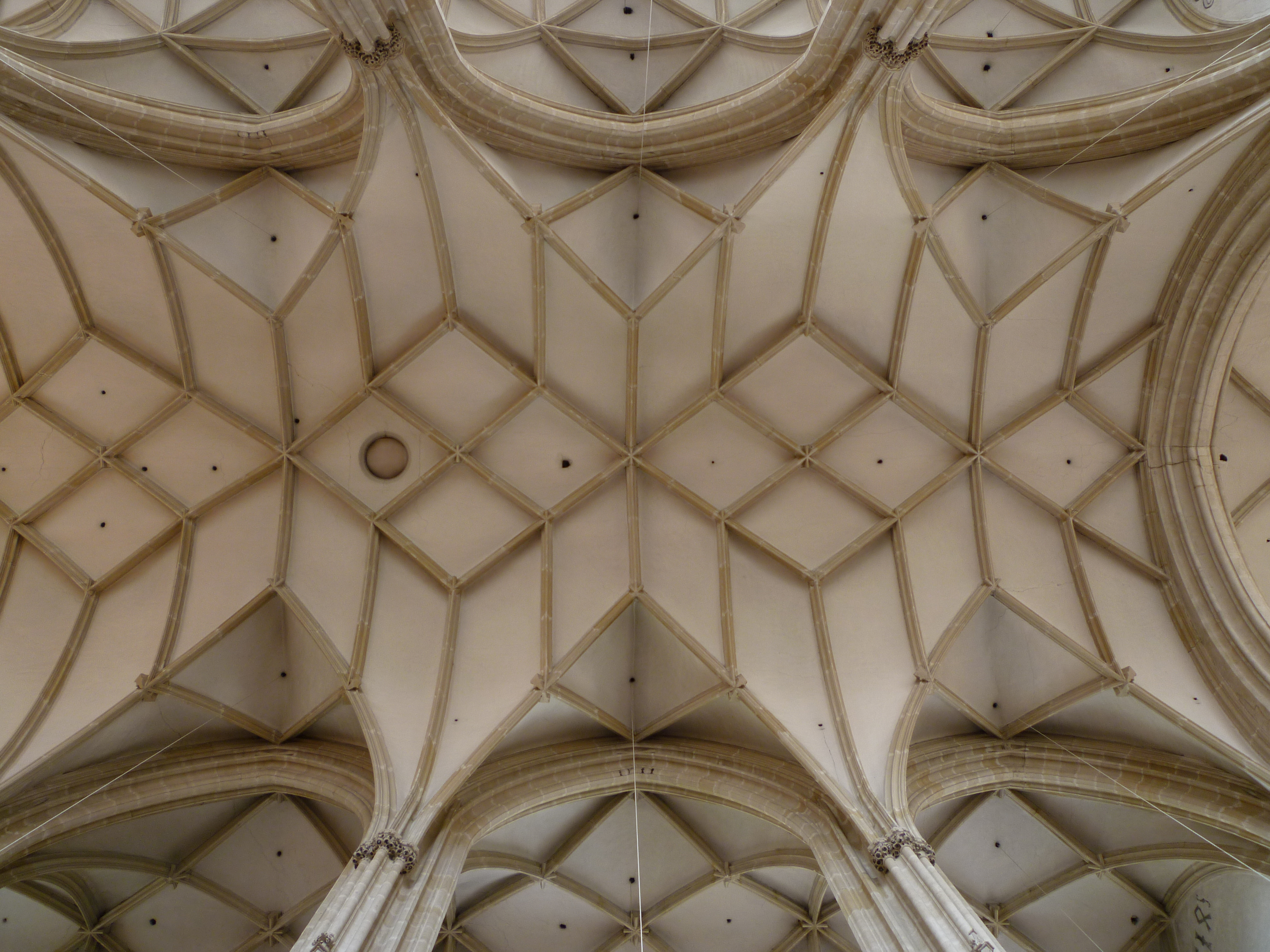
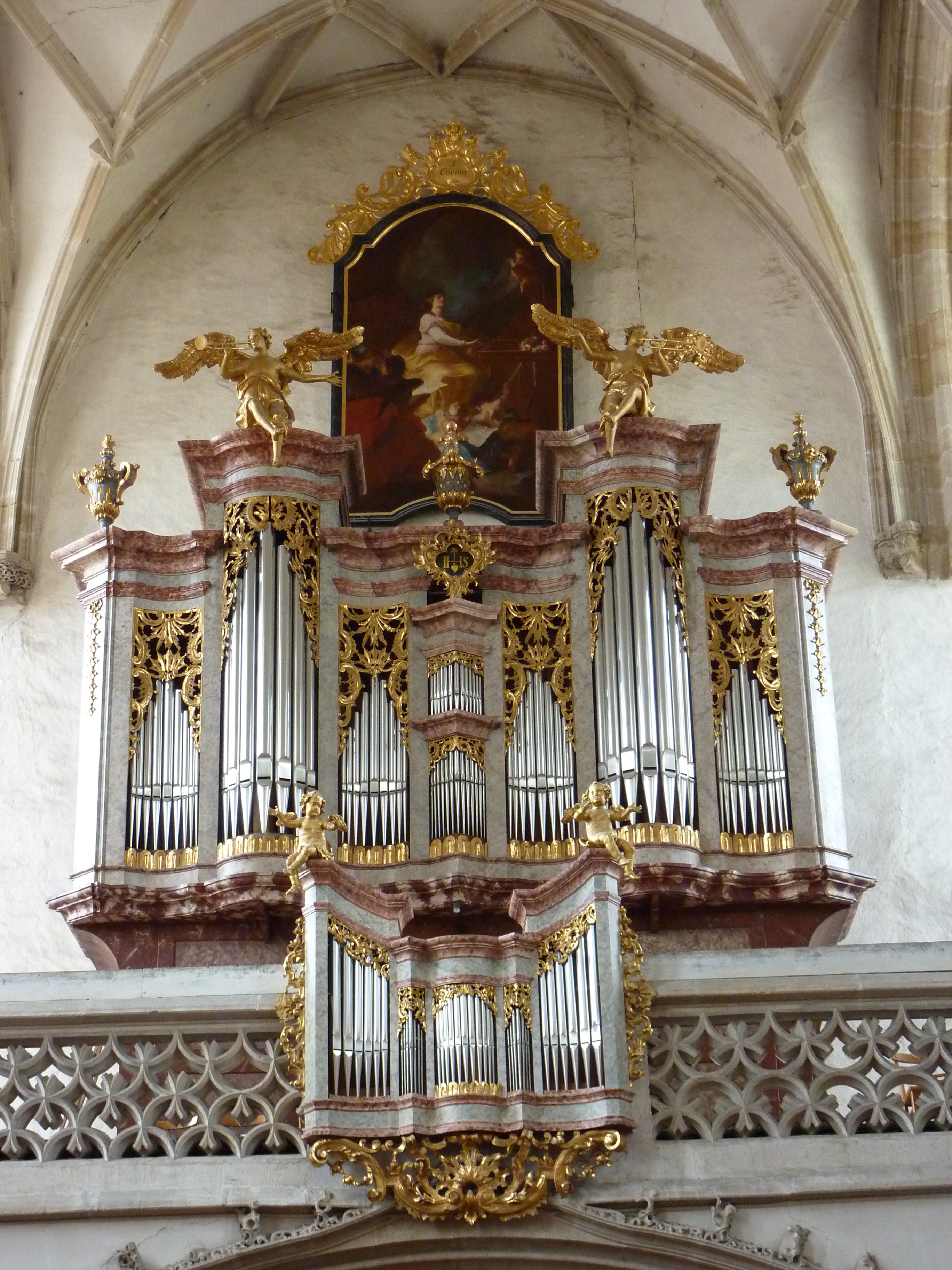